# The Blacklist (film 1916)
The Blacklist è un film muto del 1916 diretto da William C. deMille. Prodotto dalla Jesse L. Lasky Feature Play Company, era interpretato da Blanche Sweet, Charles Clary, Ernest Joy, William Elmer, Horace B. Carpenter, Lucien Littlefield e Jane Wolfe.
La sceneggiatura di Marion Fairfax e William C. de Mille si ispira - drammatizzandolo - a un famoso sciopero di minatori avvenuto nel Colorado nel 1815.

## Trama
I minatori di una miniera in Colorado entrano in sciopero a causa delle pessime condizioni di lavoro. Warren Harcourt, presidente della società, arriva sul posto per dirimere la questione dovuta principalmente ai sovrintendenti che si comportano in modo disumano con gli operai. La situazione sta diventando estremamente pericolosa e i minatori, decisi a uccidere Warren, tirano a sorte per scegliere colui che gli sparerà. Il prescelto è la maestra del campo minerario, Vera Maroff, la quale però è innamorata di Warren. Divisa tra amore e dovere, Vera giunge alla conclusione che compirà comunque il suo dovere: prima sparerà all'uomo che ama, poi si suiciderà. Ma le cose vanno diversamente. Warren resta solo ferito e Vera non riesce ad uccidersi. In convalescenza, Warren viene a conoscenza delle richieste dei minatori che vengono da lui accettate. Il presidente, inoltre, decide di gestire in futuro la miniera personalmente avendo Vera come socia.

## Produzione
Il film fu prodotto dalla Jesse L. Lasky Feature Play Company.

## Distribuzione
Il copyright del film, richiesto dalla Jesse L. Lasky Feature Play Co., Inc., fu registrato il 17 febbraio 1916 con il numero LU7650.
Negli Stati Uniti, il film fu distribuito dalla Paramount Pictures che lo fece uscire nelle sale il 20 o 21 febbraio 1916.
Non si conoscono copie ancora esistenti della pellicola che viene considerata presumibilmente perduta.